# Home and Dry
«Home And Dry» — пісня британського поп-гурту Pet Shop Boys. У 2002 році вона вийшла синглом і досягла чотирнадцятого місця в британському музичному чарті.
Один із бісайдів до синглу — пісня «Sexy Northener» — була випущена синглом в США і досягла п'ятнадцятого місця в чарті Hot Dance Club Play.

## Список композицій

### UK CD Single (Parlophone)
1. «Home And Dry» (4:21)
2. «Sexy Northeren» (3:40)
3. «Always» (5:03)

### UK CD Single 2 (Parlophone)
1. «Home And Dry» (Ambient Mix) (5:29)
2. «Break 4 Love» (UK Radio Edit) (with Peter Rauhoffer) (3:29)
3. «Break 4 Love» (Friburn And Ulrik Hi Pass Mix) (7:37)

### UK DVD Single (Parlophone)
1. «Home And Dry» (Video)
2. «Nightlife» (3:56)
3. «Break 4 Love» (USA Club Mix) (9:52)

## Найвищі позиції в чартах
| Країна                         | Місце |
| ------------------------------ | ----- |
| Японія                         | 1     |
| Данія                          | 4     |
| Італія                         | 9     |
| Німеччина                      | 12    |
| Фінляндія                      | 13    |
| Великобританіия                | 14    |
| Швейцарія                      | 37    |
| Швеція                         | 44    |
| Австрія                        | 47    |
| Нідерланди                     | 51    |
| Франція                        | 96    |
| США (чарт Hot Dance Club Play) | 44    |